# 安德魯·亞當馬茨基
安德魯·亞當馬茨基是一名英國計算機科學家，現任西英格蘭大學電腦科學與創意科技系非常規計算實驗室主任與非常規計算教授。
亞當馬茨基以研究非常規計算而知名。尤其是，他曾利用反應擴散過程研究化學電腦。他利用黏菌規劃道路系統的潛在路線，並將其作為奈米機器人系統的元件，他發現黏菌會尋找纈草片（被宣稱為草本鎮靜劑），而非營養素。。他還證明，母球電腦中的母球可以被士兵蟹取代。
亞當馬茨基也因持續研究真菌的電子尖峰行為而知名，特別是出版了《真菌機器》（Fungal Machines）一書。在《真菌機器》中，亞當馬茨基將多年來的研究成果彙整成一本書。
亞當馬茨基是非常規計算實驗室的主任、《細胞自動化期刊》（Journal of Cellular Automata）和《非常規計算國際期刊》（International Journal of Unconventional Computing）的創始主編，以及《平行處理信件》（Parallel Processing Letters）的現任主編。
他出現在2014年的紀錄片《The Creeping Garden》和2019年的紀錄片《Le Blob》中。

## 著作
亞當馬茨基是多本著作的作者或合著者：
- Identification of Cellular Automata (Taylor & Francis, 1994)
- Computing in Nonlinear Media and Automata Collectives (Institute of Physics, 2001)
- Dynamics of Crowd-Minds: Patterns of Irrationality in Emotions, Beliefs and Actions (World Scientific, 2005)
- Reaction-Diffusion Computers (with Ben De Lacy Costello and Tetsuya Asai, Elsevier, 2005)
- Physarum Machines: Computers from Slime Mould (World Scientific, 2010)
- Reaction-Diffusion Automata (Springer, 2013)
- The Silence of Slime Mould (Luniver Press, 2014) (an album of art works)

此外，他也是許多編輯集的編輯或共同編輯，包括PNAS及其他機構所出版的刊物。